# Горишняя Выгнанка
Горишняя Выгнанка (укр. Горішня Вигнанка) — село в Чортковской городской общине Чортковского района Тернопольской области Украины.
Население по переписи 2014 года составляло 1008 человека. Почтовый индекс — 48515. Телефонный код — 3552.